# Kleine wortelmot
De kleine wortelmot (Dichrorampha agilana) is een vlinder uit de familie bladrollers (Tortricidae). De wetenschappelijke naam is voor het eerst geldig gepubliceerd in 1848 door Tengstrom.
De soort komt voor in Europa.